# Zamarra
Zamarra es un municipio y localidad española de la provincia de Salamanca, en la comunidad autónoma de Castilla y León. Se integra dentro de la comarca de Ciudad Rodrigo y la subcomarca de Los Agadones. Pertenece al partido judicial de Ciudad Rodrigo.
Su término municipal está formado por las localidades de Zamarra y Villarejo, ocupa una superficie total de 47,88 km² y cuenta con una población de 71 habitantes (INE 2024).

## Historia
La fundación de Zamarra y de Villarejo se remonta a la repoblación efectuada por los reyes de León en la Edad Media, quedando encuadrada en el Campo de Agadones de la diócesis de Ciudad Rodrigo tras la creación de la misma por parte del rey Fernando II de León en el siglo XII. Con la creación de las actuales provincias en 1833, el municipio de Zamarra quedó encuadrado en la provincia de Salamanca, dentro de la Región Leonesa.

## Demografía
Cuenta con una población de 71 habitantes (INE 2024).
| Gráfica de evolución demográfica de Zamarra entre 1842 y 2021                                                       |
| |
| Población de derecho según los censos de población del INE Población de hecho según los censos de población del INE |

## Administración y política

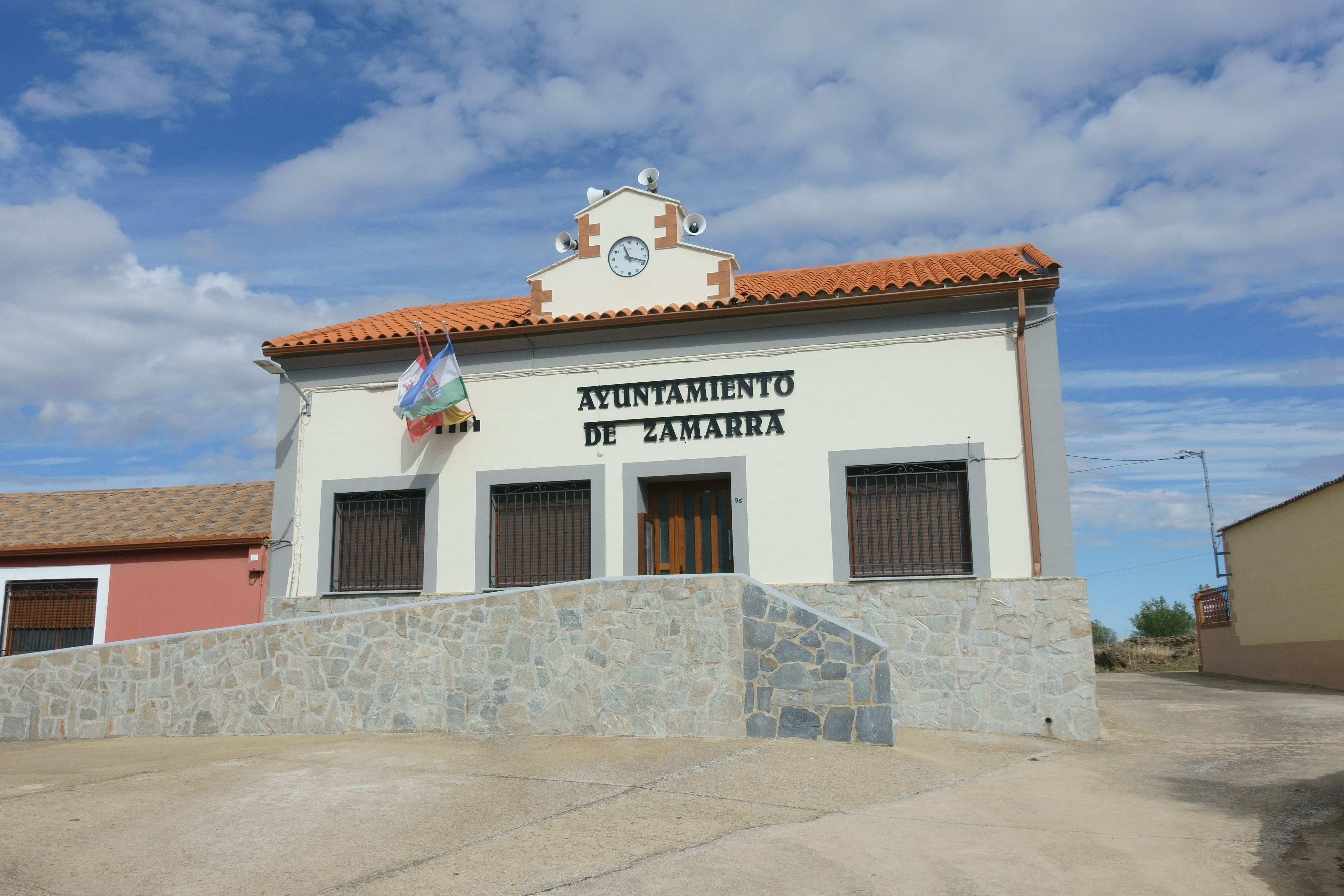
Casa consistorial

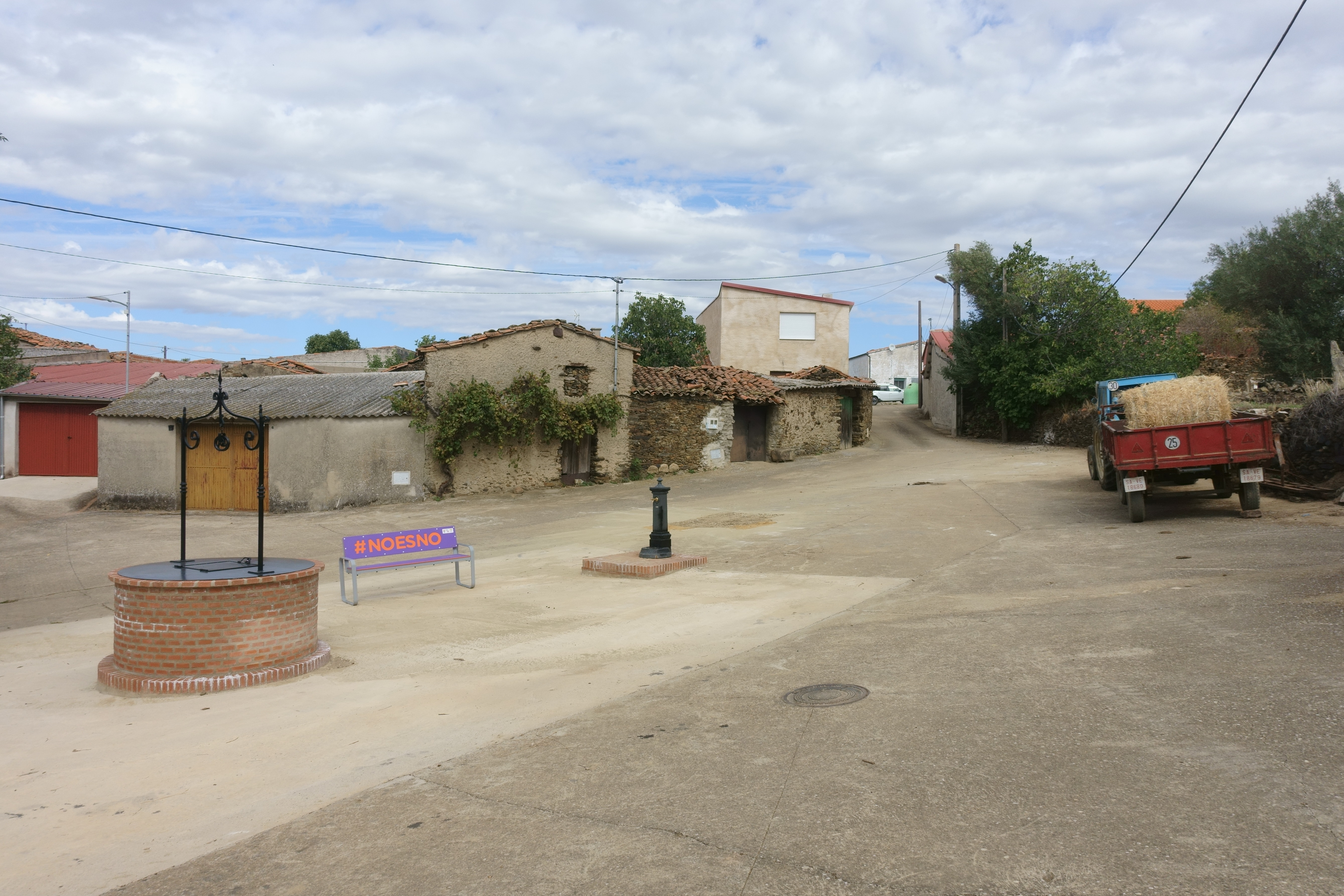
Plaza de España

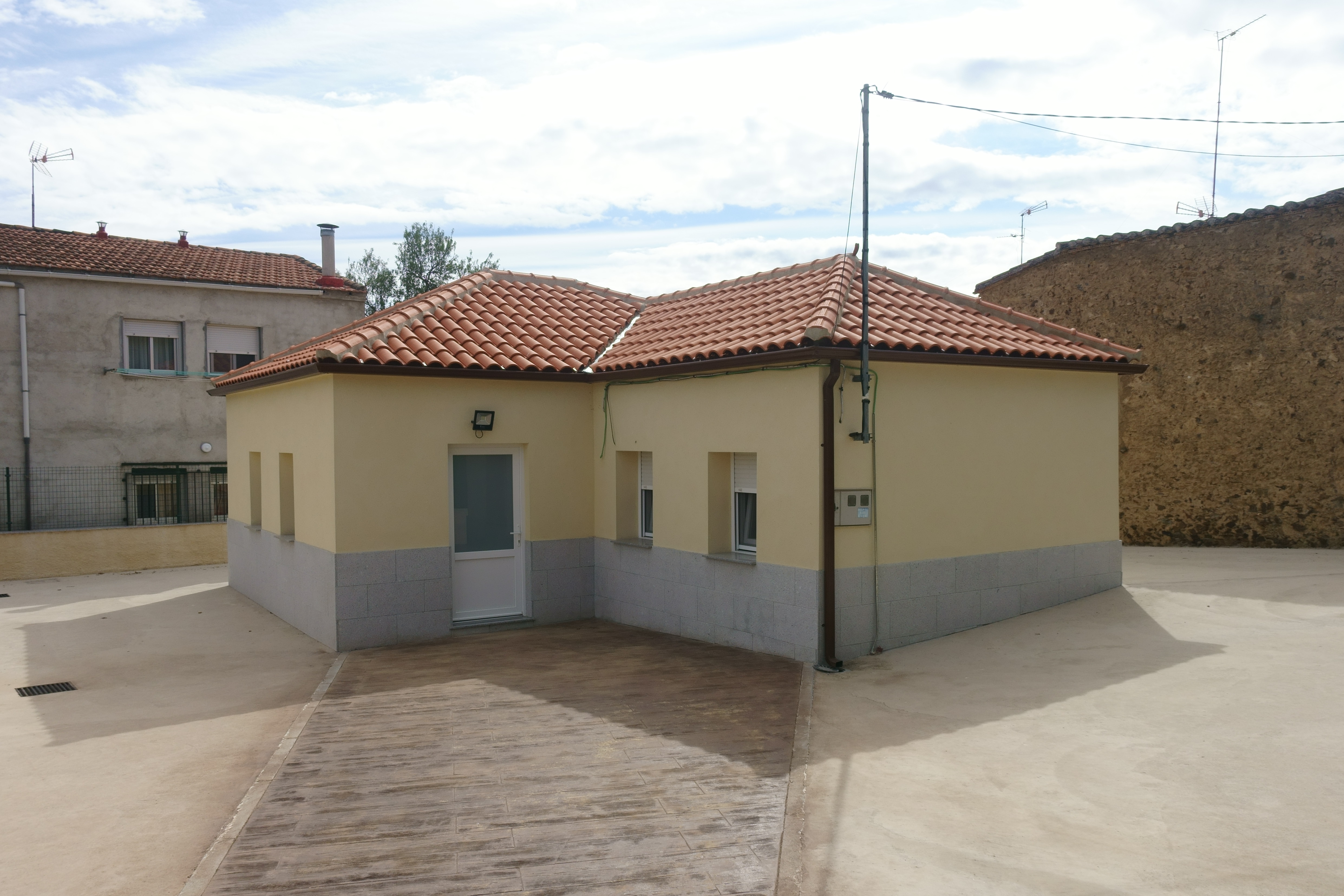
Consultorio

| Partido político                         | 2019  | 2019  | 2019       | 2015  | 2015  | 2015       | 2011  | 2011  | 2011       | 2007  | 2007  | 2007       | 2003  | 2003  | 2003       |
| Partido político                         | %     | Votos | Concejales | %     | Votos | Concejales | %     | Votos | Concejales | %     | Votos | Concejales | %     | Votos | Concejales |
| Partido Popular (PP)                     | 69,23 | 54    | 3          | 71,59 | 63    | 4          | 35,87 | 33    | 2          | 33,64 | 36    | 1          | 46,51 | 40    | 3          |
| Partido Socialista Obrero Español (PSOE) | 24,36 | 19    | 0          | 13,64 | 12    | 1          | 45,65 | 42    | 3          | 54,21 | 58    | 4          | 36,05 | 31    | 2          |
| Unión del Pueblo Salmantino (UPSa)       | —     | —     | —          | —     | —     | —          | —     | —     | —          | 14,95 | 16    | 0          | —     | —     | —          |